# Raymond Kurvers
Raymond Kurvers (Heerlen, 23 juni 1968) is een Nederlandse acteur en zanger.
Kurvers is in 1994 afgestudeerd aan de Academie voor Kleinkunst Amsterdam.
Op 18 april 2010 speelde Raymond Kurvers voor de laatste keer Pipo de Clown in Pipo, de musical. Vanaf eind september 2010 was hij te zien in Legally Blonde, de nieuwe grote musical van Albert Verlinde en Roel Vente (V&V Entertainment). Hij speelde hierin de rol van professor Callahan. De hoofdrol van Elle Woods werd gespeeld door Kim-Lian van der Meij, met wie Kurvers eerder had gespeeld in de musicals Home en De kleine zeemeermin. De première vond plaats op 10 oktober 2010 in Tilburg, de laatste voorstelling in Koninklijk Theater Carré in Amsterdam op 27 maart 2011. Op 25 november 2012 ging in Den Bosch de nieuwe versie van de musical "Annie" in première (Albert Verlinde Entertainment) met opnieuw Raymond Kurvers als President Roosevelt. Hij was hiermee de enige acteur uit de cast van 2005 die terugkeerde. In het seizoen 2014/15 was hij te zien in "Pippi Langkous, de musical" als tante Pastellia.

## Theater
- 1992: Naar de West Side Story (Theaterschool) – Tony
- 1993: Nachtreis deel 2: 'Kamer voor een koningin' – Voyeurs 2 – (Huis aan de Amstel)
- 1993: Droom van een clown – Voyeurs 2 – (Huis aan de Amstel / Holland Festival)
- 1994: Non-actief (tekstpierement) – Wouter de heer
- 1995: Fascinating Gershwin (Orkest Koninklijke Luchtmacht Kapel)
- 1996: West Side Story (Joop van den Ende theater) – (alternate) Tony, (understudy) Krupke
- 1998: Bel de dokter even, Roos gaat trouwen (studio 5) – Arthur
- 1999: Dik met Rietje (studio 5) – Dik
- 1999: Company (Koninklijk Ballet van Vlaanderen) – Peter
- 2000: Robert Long lang genoeg jong theatershow (omspressprodukties)
- 2001: De griezelbus (Olbe producties) – Meneer Holbroek
- 2002: Home (Beeldenstorm) – Papa Foto
- 2003: Salomé (Theaterschool) – Johannes de doper
- 2003: Nachtvlucht (theater Terra) – Gijs
- 2003: Dolfje Weerwolfje (theater Terra) – Opa Weerwolf / Commissaris
- 2004: De kleine zeemeermin (Studio 100) – Guus Garnaal
- 2005: Annie (V&V Entertainment) – President Roosevelt, alternate Oliver Warbucks
- 2007: Tarzan (Joop van den Ende theater) – (cover) Korchak, Clayton, Mr.Porter
- 2007: De Vliegende Hollander (M-lab) – Stuurman
- 2008: Piaf (V&V Entertainment) – Pierre
- 2009: Pipo, de musical – Pipo
- 2010: Legally Blonde (V&V Entertainment) – Prof. Callahan
- 2011: CliniClowns Theatertour 2011 (Stichting CliniClowns) – de Koning
- 2012: Annie (Albert Verlinde Entertainment) – President Roosevelt
- 2014: Heksenwaan (muziektheater, Stichting Feex) – Schepen Henricus van Leemhout
- 2014: Pippi Langkous, de musical (Senf theaterpartners) – tante Pastellia
- 2015: Sonneveld in DeLaMar (Albert Verlinde Entertainment / Stage Entertainment) – (cover) Huub Janssen
- 2016: Ciske de Rat (Stage Entertainment) – Pater de Goey
- 2017: My Fair Lady (De Graaf & Cornelissen entertainment) – Professor Zoltan Karpathy, ensemble en 1ste understudy Higgins, Pickering en Doolittle
- 2019: Theater voorstelling “Willem van Oranje” – Theater Nomade – Kardinaal Granvelle
- 2021: The Rocky Horror Show (De Graaf & Cornelissen entertainment) – Riff Raff
- 2022: Dagboek van een herdershond – Toneelgroep Maastricht – Pastoor Bonhomme & Notaris
- 2022: Musical “het ontzet van Coevorden “, Homemade Productions, Bommen Berend & Carl von Rabenhaupt
- 2023: Het was zondag in het zuiden – Toneelgroep Maastricht – Mat Houben
- 2025: Jubileumvoorstelling 'Met gelijke Munt' – Joep
- 2025: West Side Story (De Graaf & Cornelissen entertainment) - Inspecteur Shrank, understudy Doc

## Film
- De Klokkenluider van de Notre Dame – Quasimodo (nasynchronisatie)
- De Klokkenluider van de Notre Dame II – Quasimodo (nasynchronisatie)
- Once Upon a Studio – Quasimodo (nasynchronisatie)

## Televisie
- 1994: Goede tijden, slechte tijden (Endemol) – Ben Dorleyn
- 1997: Zonder Ernst (Endemol/NCRV) – Kees
- 1997: Goudkust (Endemol) – gastrol
- 1999: Ben zo terug (Blue Horse producties) – Derek
- 2000: Café Majestic (RV-producties) – gastrol
- 2001-2002: Goede tijden, slechte tijden (Endemol) – manager Gerard
- 2002: Kees & Co (Endemol) – Bennie van der Steen
- 2006: Boks – gastrol
- 2008: Goede tijden, slechte tijden (Endemol) – gastrol
- 2010: Van Zon op Zaterdag (VARA)
- 2012: Iedereen is gek op Jack (Talpa fictie) – gastrol
- 2012: Cel 8 (telefilm NCRV) – gastrol
- 2023: Dagboek van een herdershond live – notaris Smeets

## Overig
- 1995: Walt Disney Roadshow (Disney) – presentatie
- 1996: Grease Cover Band (Mojo Concerts) – leadzanger
- 2006: Nominatie John Kraaijkamp Musical Awards voor beste mannelijke bijrol in een grote productie (President Roosevelt, musical Annie, V&V Entertainment)
- 2011: "Chio-man" in de televisiecommercials voor Chio-zoutjes.
- 2022: Nominatie Musical Award voor beste mannelijke bijrol (Riff Raff in Rocky Horror Show, DGC theater)